# Алкона (округ)
Алко́на (англ. Alcona County) — округ в штате Мичиган, США. Официально образован в 1840 году. По состоянию на 2010 год, численность населения составляла 10 942 человека.

## География
По данным Бюро переписи США, общая площадь округа равняется 4 638,695 км2, из которых 1 748,252 км2 суша и 2 890,443 км2 или 62,000 % это водоёмы.

## Население
По данным переписи населения 2000 года в округе проживает 11 719 жителей в составе 5 132 домашних хозяйств и 3 566 семей. Плотность населения составляет 7,00 человек на км2. На территории округа насчитывается 10 584 жилых строений, при плотности застройки около 6,00-ти строений на км2. Расовый состав населения: белые — 98,04 %, афроамериканцы — 0,16 %, коренные американцы (индейцы) — 0,62 %, азиаты — 0,18 %, гавайцы — 0,01 %, представители других рас — 0,06 %, представители двух или более рас — 0,93 %. Испаноязычные составляли 0,69 % населения независимо от расы.
В составе 20,40 % из общего числа домашних хозяйств проживают дети в возрасте до 18 лет, 60,10 % домашних хозяйств представляют собой супружеские пары проживающие вместе, 5,80 % домашних хозяйств представляют собой одиноких женщин без супруга, 30,50 % домашних хозяйств не имеют отношения к семьям, 26,60 % домашних хозяйств состоят из одного человека, 14,20 % домашних хозяйств состоят из престарелых (65 лет и старше), проживающих в одиночестве. Средний размер домашнего хозяйства составляет 2,24 человека, и средний размер семьи 2,67 человека.
Возрастной состав округа: 19,00 % моложе 18 лет, 4,60 % от 18 до 24, 20,90 % от 25 до 44, 31,00 % от 45 до 64 и 31,00 % от 65 и старше. Средний возраст жителя округа 49 лет. На каждые 100 женщин приходится 102,20 мужчин. На каждые 100 женщин старше 18 лет приходится 99,20 мужчин.
Средний доход на домохозяйство в округе составлял 31 362 USD, на семью — 35 669 USD. Среднестатистический заработок мужчины был 29 712 USD против 20 566 USD для женщины. Доход на душу населения составлял 17 653 USD. Около 9,10 % семей и 12,60 % общего населения находились ниже черты бедности, в том числе — 17,80 % молодежи (тех, кому ещё не исполнилось 18 лет) и 9,00 % тех, кому было уже больше 65 лет.